# 멥 케플레지기

메브라텀 "멥" 케플레지기(영어: Mebrahtom "Meb" Keflezighi, 1975년 5월 5일 ~ )는 미국의 마라톤 선수로 2004년 하계 올림픽에서 은메달을 획득하였고, 2009년 뉴욕 마라톤에서 우승하여 1982년 이래 우승한 첫 미국 선수가 돠었다. 2014년에는 보스턴 마라톤에서 우승하여 이 대회를 31년 만에 우승한 미국 선수가 되었다.

## 생애
에리트레아의 아스마라에서 태어나 12세 때에 미국 캘리포니아주로 이주하였다. 캘리포니아 대학교 로스앤젤레스를 졸업하고 1998년 미국 시민권을 얻었다.
오스트레일리아의 시드니에서 열린 2000년 하계 올림픽에 미국 국가대표로 참가하여 10,000m 결승전에서 12위를 하였다. 그의 10,000m 개인 기록인 27분 13.98초는 2001년부터 2010년까지 미국 기록이었다.
이후 그리스의 아테네에서 열린 2004년 하계 올림픽 마라톤에서 은메달을 획득하였다.  2008년 하계 올림픽 미국 마라톤 국가대표 선발전에서 8위를 한 후, 그는 자신의 골반의 절상을 입은 것을 알아챘다. 런던에서 열린 2012년 하계 올림픽 마라톤에서 4위를 하였다.
2011년 케플레지기는 장기적 후원 나이키에 의하여 초빙되었다. 3년 후, 보스턴에서 우승하는 동안에 세워진 자신의 개인 전력 2시간 8분 37초는 2013년 세계에서 94번째로 가장 빠른 시간으로 배합되었다.